# 中野区立上鷺宮小学校
中野区立上鷺宮小学校（なかのくりつかみさぎのみやしょうがっこう）は、東京都中野区上鷺宮にある公立小学校。

## 概要
学校のスローガンは「自然と命を守る学校」

## 沿革
出典
- 1978年（昭和53年）2月28日 - 上鷺宮小学校（当時は仮称）起工。
- 1979年（昭和54年）
  - 2月1日 - 中野区立上鷺宮小学校設置条例が施行され、この日を開校記念日と定めた。
  - 4月1日 - 中野区立上鷺宮小学校開校。
  - 4月6日 - 第1回入学式挙行。最初の新入生は115名（3学級）。 第1回始業式挙行。2年～6年（14学級）で、児童数は、計586名（17学級）。
  - 4月11日 - 開校記念式典挙行。
- 1980年（昭和55年）
  - 1月31日 - 校旗・校歌制定記念式典挙行。
  - 2月1日 - 第1回開校記念日。
  - 3月25日 - 第1回卒業式挙行。最初の卒業生は78名。
  - 5月24日 - PTA発足。
- 1984年（昭和59年）10月13日 - 日本の竹を守る会より「金明孟宗竹」を寄贈される。
- 1985年（昭和60年）5月20日 - ニュージーランドチャートウェル校（ウェリントン）との教育交流。
- 1989年（平成元年）10月21日 - 開校10周年記念式典挙行。
- 1993年（平成5年）9月6日 - 「人権の花」贈呈式。
- 1996年（平成8年）3月10日 - ビオトープ「上鷺自然池」誕生。
- 1998年（平成10年）4月10日 - 保健室移転工事完了。
- 1999年（平成11年）10月30日 - 開校20周年記念式典挙行。
- 2003年（平成15年）
  - 4月30日 - 普通教室冷房化工事完了。
  - 8月30日 - 校庭補修工事完了。
- 2004年（平成16年）8月30日 - 体育館外壁塗装工事完了。
- 2009年（平成21年）11月14日 - 開校30周年記念式典挙行。
- 2010年（平成22年）3月17日 - 太陽光発電システム工事と屋上フェンス・防水工事が完成。
- 2013年（平成25年）2月1日 - ビオトープ「上鷺自然池」改修工事完了。
- 2014年（平成26年）9月6日 - 給食室改修工事完了。
- 2015年（平成27年）
  - 2月1日 - 開校35周年航空写真撮影。
  - 6月19日 - プールシート改修工事完了。
  - 8月31日 - 図工室冷房化完了。
- 2016年（平成28年）9月15日 - 水飲み栓直結給水化工事完了。

## 校歌
出典
- 宗左近作詞
- 三善晃作曲

校歌「いのち」は4番まであり、歌詞の中にはカタツムリ、ミズスマシ、テントウムシなどの生き物が登場する。

## 通学区域
- 東京都中野区[5]
  - 上鷺宮一丁目、上鷺宮二丁目の一部、上鷺宮三丁目 - 四丁目

## 周辺
本校は練馬区との区境線に近く、◯印が付されている施設は練馬区に所在する。
- 中野区上鷺宮区民活動センター
- 上鷺東公園
- 上鷺宮児童館
- ◯練馬区立中村西小学校

## 交通アクセス
- 西武鉄道池袋線
  - 富士見台駅から、徒歩約880m・約14分。
  - 中村橋駅（南口）から、徒歩約915m・約14分。
- 西武バス『練43』系統で、「富士見台駅」バス停下車後、徒歩約710m・約11分。
  - なお、西武鉄道の駅は練馬区内に、西武バスの停留所は中野区内に、それぞれ位置する。